# Birgite dos Santos
Brigite da Conceicao Francisco dos Santos (née le 5 octobre 1989 à Luanda, Angola) est un mannequin angolais, Miss Angola Munde 2008 et Miss Monde Africa 2008,.